# 東建ホームメイトカップ
東建ホームメイトカップ（Token Homemate Cup）はJAPANゴルフツアーの日本国内開幕戦で、毎年4月（3月中旬に行われた年もある）に行われている男子ゴルフトーナメントであり、その名の通り、東建コーポレーションの主催で行われている。

## 概要
1993年に東建コーポレーションカップとしてスタート。2000年までは鹿児島県祁答院町（現・薩摩川内市）の祁答院ゴルフ倶楽部を舞台にして行われ、2001年は主催者が所有するゴルフ場がある三重県に開催地を移動した。2002年は再び鹿児島県で行われたが、2003年から現在の大会名に変更するとともに、開催地を三重県に固定した。2006年は同じ主催者所有のゴルフ場がある岐阜県で行われている。2020年は新型コロナウイルスの感染拡大の影響が大きく中止が決まった。2021年は無観客で開催したが、予選ラウンド終了後金庚泰が新型コロナ感染が判明し、翌3ラウンドを中止。結局54ホールの短縮競技となった。22年も同様に無観客開催。
長年にわたりJAPANゴルフツアーの開幕戦として行われてきた。しかし、実際は前年の12月に行われるアジア・ジャパン沖縄オープンゴルフトーナメントが実質上開幕戦となり、この大会は2戦目に当たっていた。なお、同大会は2005年の大会をもって廃止されたため、2007年以降は再び開幕戦となる。また、最終日には大会イメージキャラクターの萬田久子や、大会イメージソングを歌う山本譲二や中村雅俊が会場に来場している。
2021年現在、賞金総額1億3000万円、優勝賞金2600万円。また2009年のみ「JGTO中部スプリング・ダッシュ賞」が制定され、この大会と2週間後に行われた中日クラウンズの成績をポイント化し、2戦合計の最多得点者に1000万円の賞金が贈られた。

## 歴代優勝者
| 東建コーポレーションカップ | 東建コーポレーションカップ | 東建コーポレーションカップ     | 東建コーポレーションカップ | 東建コーポレーションカップ       |
| 開催回                     | 開催年                     | 優勝者名                       | スコア                     | 開催ゴルフ場                     |
| -------------------------- | -------------------------- | ------------------------------ | -------------------------- | -------------------------------- |
| 第1回                      | 1993年                     | 飯合肇                         | -12                        | 祁答院ゴルフ倶楽部               |
| 第2回                      | 1994年                     | クレイグ・ウォーレン           | -8                         | 祁答院ゴルフ倶楽部               |
| 第3回                      | 1995年                     | トッド・ハミルトン             | -7                         | 祁答院ゴルフ倶楽部               |
| 第4回                      | 1996年                     | 金子柱憲                       | -13                        | 祁答院ゴルフ倶楽部               |
| 第5回                      | 1997年                     | 尾崎将司                       | -19                        | 祁答院ゴルフ倶楽部               |
| 第6回                      | 1998年                     | 飯合肇                         | -16                        | 祁答院ゴルフ倶楽部               |
| 第7回                      | 1999年                     | 尾崎将司                       | -15                        | 祁答院ゴルフ倶楽部               |
| 第8回                      | 2000年                     | 芹澤信雄                       | -7                         | 祁答院ゴルフ倶楽部               |
| 第9回                      | 2001年                     | 片山晋呉                       | -8                         | 多度カントリークラブ             |
| 第10回                     | 2002年                     | 谷口徹                         | -16                        | 祁答院ゴルフ倶楽部               |
| 東建ホームメイトカップ     |                            |                                |                            |                                  |
| 開催回                     | 開催年                     | 優勝者名                       | スコア                     | 開催ゴルフ場                     |
| 第11回                     | 2003年                     | アンドレ・ストルツ             | -6                         | 東建多度カントリークラブ・名古屋 |
| 第12回                     | 2004年                     | 藤田寛之                       | -3                         | 東建多度カントリークラブ・名古屋 |
| 第13回                     | 2005年                     | 高山忠洋                       | -5                         | 東建多度カントリークラブ・名古屋 |
| 第14回                     | 2006年                     | ウェイン・パースキー           | -21                        | 東建塩河カントリー倶楽部         |
| 第15回                     | 2007年                     | 上田諭尉                       | -8                         | 東建多度カントリークラブ・名古屋 |
| 第16回                     | 2008年                     | 宮本勝昌                       | -8                         | 東建多度カントリークラブ・名古屋 |
| 第17回                     | 2009年                     | 小田孔明                       | -10                        | 東建多度カントリークラブ・名古屋 |
| 第18回                     | 2010年                     | 小田孔明                       | -1                         | 東建多度カントリークラブ・名古屋 |
| 第19回                     | 2011年                     | 高山忠洋                       | -8                         | 東建多度カントリークラブ・名古屋 |
| 第20回                     | 2012年                     | ブレンダン・ジョーンズ         | -15                        | 東建多度カントリークラブ・名古屋 |
| 第21回                     | 2013年                     | 塚田好宣                       | -9                         | 東建多度カントリークラブ・名古屋 |
| 第22回                     | 2014年                     | 宮里優作                       | -14                        | 東建多度カントリークラブ・名古屋 |
| 第23回                     | 2015年                     | マイケル・ヘンドリー           | -15                        | 東建多度カントリークラブ・名古屋 |
| 第24回                     | 2016年                     | 金庚泰                         | -13                        | 東建多度カントリークラブ・名古屋 |
| 第25回                     | 2017年                     | 梁文冲（リャン・ウェンチョン） | -16                        | 東建多度カントリークラブ・名古屋 |
| 第26回                     | 2018年                     | 重永亜斗夢                     | -12                        | 東建多度カントリークラブ・名古屋 |
| 第27回                     | 2019年                     | ブレンダン・ジョーンズ         | -15                        | 東建多度カントリークラブ・名古屋 |
| 第28回                     | 2021年                     | 金谷拓実                       | -11                        | 東建多度カントリークラブ・名古屋 |
| 第29回                     | 2022年                     | 香妻陣一朗                     | -14                        | 東建多度カントリークラブ・名古屋 |
| 第30回                     | 2023年                     | 今平周吾                       | -20                        | 東建多度カントリークラブ・名古屋 |
| 第31回                     | 2024年                     | 金谷拓実 (2)                   | -23                        | 東建多度カントリークラブ・名古屋 |
| 第32回                     | 2025年                     | 生源寺龍憲                     | -17                        | 東建多度カントリークラブ・名古屋 |

## テレビ放送
- 基本的にテレビ東京をはじめとするTXN系列での放映となっている。BSテレ東での放送は2013年以降行われていない。
  - ただし地元の三重テレビ（テレビ放送が行われる週末は、競馬中継を放送する関係もあり録画中継）、さらには岐阜放送でも放映されている。これら3局は放送対象地域はかぶっていないが例年、リレーのように連続で放送されている。また、静岡放送(TBS系列)でも放映されている(ただし、土日とも深夜での遅れネット)。　2000年までは開催地の南日本放送が制作協力に加わっていた。
  - 2009年は2008年の大会で5位に終わったものの未だ人気を保つ石川遼が2009年4月9日から開催されたマスターズ・トーナメントを終えて帰国した最初に出場する大会であることも関係してか、同年4月16日の予選1日目から4日間の大会期間中に地元のTXN系列局のテレビ愛知が深夜にハイライト放送を実施したほか、決勝1日目・2日目となる18日・19日は午前中に見どころなどを放送する関連番組を放送した。4月17日の予選最終日はテレビ北海道・テレビせとうちを除くTXN系列と会場地元の三重テレビが中継を実施、4月18日・19日はTXN系列と宮城テレビ放送・広島テレビ放送・びわ湖放送で放送された。
  - 2020年は大会の中止を受けて過去の当大会を含めた総集編を決勝1日目・2日目にTXN系列と三重テレビ・奈良テレビ・テレビ和歌山・びわ湖放送・宮城テレビ放送・広島テレビ放送・静岡放送・岐阜放送で放送された（テレビ東京の本社に特設放送席を用意して番組を進行していた）。
- また、CS放送のスカイAでも「GOLF×GOLF（西暦）」として決勝ラウンドの模様を後日一挙放送する。ただし地上波と同一内容で、スポンサーCMは一切放送されない。